# Elecciones federales de México de 1982 en Baja California
Las Elecciones federales en Baja California de 1982 se llevaron a cabo el domingo 4 de julio de 1982, y en ellas fueron renovados los titulares de los siguientes cargos de elección popular del estado mexicano de Baja California:
- Presidencia de México. Titular del Gobierno de México, electo para un periodo de seis años sin posibilidad de reelección.

- Diputados Federales: 6 Electos por mayoría relativa elegidos en cada uno de los Distritos electorales, mientras otros son elegidos mediante representación proporcional.
- Senadores: 2 electos por mayoría relativa.

## Organización
En las elecciones participaron 9 partidos políticos nacionales, con la posibilidad de registrar candidatos, de manera individual, formando coaliciones electorales entre dos o más partidos, o registrando candidaturas comunes, es decir registrar a un mismo candidato aunque cada partido compita de manera independiente El 5 de abril de 1982 se publicó en el DOF, la lista de candidaturas.

## Elecciones

### Senadurías
| Senado de México                                                   | Senado de México       | Senado de México                                                   | Senado de México                            | Resultados | Resultados |
| Candidato                                                          | Candidato              | Candidato                                                          | Partido                                     | Votos      | Porcentaje |
| ------------------------------------------------------------------ | ---------------------- | ------------------------------------------------------------------ | ------------------------------------------- | ---------- | ---------- |
| Isidro Miranda Araujo Julieta González Irigollen                   |                        | Isidro Miranda Araujo Julieta González Irigollen                   | Partido Acción Nacional                     | —          | —          |
| María del Carmen Márquez Jiménez Alfonso Garzón Santibáñez         |                        | María del Carmen Márquez Jiménez Alfonso Garzón Santibáñez         | Partido Revolucionario Institucional        | —          | —          |
| Joel Rincón Real Baltazar Soto Pérez                               |                        | Joel Rincón Real Baltazar Soto Pérez                               | Partido Popular Socialista                  | —          | —          |
| Aurelio Moreno Ceseña José Alberto Rosales Ramírez                 |                        | Aurelio Moreno Ceseña José Alberto Rosales Ramírez                 | Partido Auténtico de la Revolución Mexicana | —          | —          |
| Rosalino Pérez Lucatero José Cisneros Rodríguez                    |                        | Rosalino Pérez Lucatero José Cisneros Rodríguez                    | Partido Demócrata Mexicano                  | —          | —          |
| Ma. Cristina Velázquez de Quezada Alfonso Ramón Manríquez Guluarte |                        | Ma. Cristina Velázquez de Quezada Alfonso Ramón Manríquez Guluarte | Partido Socialista de los Trabajadores      | —          | —          |
| Loreto Hugo Amao González Lorenzo López González                   |                        | Loreto Hugo Amao González Lorenzo López González                   | Partido Socialista Unificado de México      | —          | —          |
| José Ignacio Fierro Quiroz Luz María Uribe de Yáñez                |                        | José Ignacio Fierro Quiroz Luz María Uribe de Yáñez                | Partido Revolucionario de los Trabajadores  | —          | —          |
| Total de votos válidos                                             | Total de votos válidos | Total de votos válidos                                             | Total de votos válidos                      |            | —          |

### Diputaciones

#### 1. Distrito(Mexicali)
| Cámara de Diputados               | Cámara de Diputados    | Cámara de Diputados               | Cámara de Diputados                         | Resultados | Resultados |
| Candidato                         | Candidato              | Candidato                         | Partido                                     | Votos      | Porcentaje |
| --------------------------------- | ---------------------- | --------------------------------- | ------------------------------------------- | ---------- | ---------- |
| Héctor Ojeda Flores               |                        | Héctor Ojeda Flores               | Partido Acción Nacional                     | —          | —          |
| José Ignacio Monge Range          |                        | José Ignacio Monge Range          | Partido Revolucionario Institucional        | —          | —          |
| Sergio Quiroz Miranda             |                        | Sergio Quiroz Miranda             | Partido Popular Socialista                  | —          | —          |
| Francisco Javier Rodríguez Rivera |                        | Francisco Javier Rodríguez Rivera | Partido Auténtico de la Revolución Mexicana | —          | —          |
| Ismael Guadalupe Ordorica Durán   |                        | Ismael Guadalupe Ordorica Durán   | Partido Demócrata Mexicano                  | —          | —          |
| Graciela Romo de Medina           |                        | Graciela Romo de Medina           | Partido Socialista de los Trabajadores      | —          | —          |
| Idelia Rodríguez Verdugo          |                        | Idelia Rodríguez Verdugo          | Partido Socialista Unificado de México      | —          | —          |
| Roberto Mota Favela               |                        | Roberto Mota Favela               | Partido Revolucionario de los Trabajadores  | —          | —          |
| Total de votos válidos            | Total de votos válidos | Total de votos válidos            | Total de votos válidos                      |            | —          |

#### 2. Distrito(Tijuana)
| Cámara de Diputados           | Cámara de Diputados    | Cámara de Diputados           | Cámara de Diputados                         | Resultados | Resultados |
| Candidato                     | Candidato              | Candidato                     | Partido                                     | Votos      | Porcentaje |
| ----------------------------- | ---------------------- | ----------------------------- | ------------------------------------------- | ---------- | ---------- |
| Theo García García            |                        | Theo García García            | Partido Acción Nacional                     | —          | —          |
| Martiniano Valdez Escobedo    |                        | Martiniano Valdez Escobedo    | Partido Revolucionario Institucional        | —          | —          |
| Javier Heredia Talavera       |                        | Javier Heredia Talavera       | Partido Popular Socialista                  | —          | —          |
| José Antonio Barajas Valencia |                        | José Antonio Barajas Valencia | Partido Auténtico de la Revolución Mexicana | —          | —          |
| José María Lucatero Toro      |                        | José María Lucatero Toro      | Partido Demócrata Mexicano                  | —          | —          |
| Moisés González Ramos         |                        | Moisés González Ramos         | Partido Socialista de los Trabajadores      | —          | —          |
| Adrián Gozález Galván         |                        | Adrián Gozález Galván         | Partido Socialista Unificado de México      | —          | —          |
| Urania Isis Nolasco Mijares   |                        | Urania Isis Nolasco Mijares   | Partido Revolucionario de los Trabajadores  | —          | —          |
| Total de votos válidos        | Total de votos válidos | Total de votos válidos        | Total de votos válidos                      |            | —          |

#### 3. Distrito(Ensenada)
| Cámara de Diputados            | Cámara de Diputados    | Cámara de Diputados            | Cámara de Diputados                         | Resultados | Resultados |
| Candidato                      | Candidato              | Candidato                      | Partido                                     | Votos      | Porcentaje |
| ------------------------------ | ---------------------- | ------------------------------ | ------------------------------------------- | ---------- | ---------- |
| Enrique José Echegaray Ledesma |                        | Enrique José Echegaray Ledesma | Partido Acción Nacional                     | —          | —          |
| José Luis Castro Verduzco      |                        | José Luis Castro Verduzco      | Partido Revolucionario Institucional        | —          | —          |
| Federico Morales Leyva         |                        | Federico Morales Leyva         | Partido Popular Socialista                  | —          | —          |
| Miguel Aguilera Alvarado       |                        | Miguel Aguilera Alvarado       | Partido Auténtico de la Revolución Mexicana | —          | —          |
| J. Jesús Calderón Calderón     |                        | J. Jesús Calderón Calderón     | Partido Demócrata Mexicano                  | —          | —          |
| Apolinar Quezada Mejía         |                        | Apolinar Quezada Mejía         | Partido Socialista de los Trabajadores      | —          | —          |
| Mario Reyes Alvarez            |                        | Mario Reyes Alvarez            | Partido Socialista Unificado de México      | —          | —          |
| Federico Sánchez Scott         |                        | Federico Sánchez Scott         | Partido Revolucionario de los Trabajadores  | —          | —          |
| Total de votos válidos         | Total de votos válidos | Total de votos válidos         | Total de votos válidos                      |            | —          |

#### 4. Distrito(Mexicali)
| Cámara de Diputados       | Cámara de Diputados    | Cámara de Diputados       | Cámara de Diputados                         | Resultados | Resultados |
| Candidato                 | Candidato              | Candidato                 | Partido                                     | Votos      | Porcentaje |
| ------------------------- | ---------------------- | ------------------------- | ------------------------------------------- | ---------- | ---------- |
| David Valdés Corella      |                        | David Valdés Corella      | Partido Acción Nacional                     | —          | —          |
| Gilberto Gutiérrez Bañaga |                        | Gilberto Gutiérrez Bañaga | Partido Revolucionario Institucional        | —          | —          |
| Eleazar González Orozco   |                        | Eleazar González Orozco   | Partido Popular Socialista                  | —          | —          |
| Ángel Flores López        |                        | Ángel Flores López        | Partido Auténtico de la Revolución Mexicana | —          | —          |
| Marino Pérez Quintero     |                        | Marino Pérez Quintero     | Partido Demócrata Mexicano                  | —          | —          |
| Donaciano Inda García     |                        | Donaciano Inda García     | Partido Socialista de los Trabajadores      | —          | —          |
| Alvaro Saavedra García    |                        | Alvaro Saavedra García    | Partido Socialista Unificado de México      | —          | —          |
| Gaspar Martínez Zambrano  |                        | Gaspar Martínez Zambrano  | Partido Revolucionario de los Trabajadores  | —          | —          |
| Total de votos válidos    | Total de votos válidos | Total de votos válidos    | Total de votos válidos                      |            | —          |

#### 5. Distrito(Tijuana)
| Cámara de Diputados             | Cámara de Diputados    | Cámara de Diputados             | Cámara de Diputados                         | Resultados | Resultados |
| Candidato                       | Candidato              | Candidato                       | Partido                                     | Votos      | Porcentaje |
| ------------------------------- | ---------------------- | ------------------------------- | ------------------------------------------- | ---------- | ---------- |
| Francisco Javier Flores Barrera |                        | Francisco Javier Flores Barrera | Partido Acción Nacional                     | —          | —          |
| Leonor Rosales de Fonseca       |                        | Leonor Rosales de Fonseca       | Partido Revolucionario Institucional        | —          | —          |
| Raúl Barba Arciniega            |                        | Raúl Barba Arciniega            | Partido Popular Socialista                  | —          | —          |
| Arturo Bandt Torres             |                        | Arturo Bandt Torres             | Partido Auténtico de la Revolución Mexicana | —          | —          |
| Juan Vázquez Rodríguez          |                        | Juan Vázquez Rodríguez          | Partido Demócrata Mexicano                  | —          | —          |
| Blas Manrique Arrevillaga       |                        | Blas Manrique Arrevillaga       | Partido Socialista de los Trabajadores      | —          | —          |
| Ramón Bravo Chávez              |                        | Ramón Bravo Chávez              | Partido Socialista Unificado de México      | —          | —          |
| Catalino Zavala Márquez         |                        | Catalino Zavala Márquez         | Partido Revolucionario de los Trabajadores  | —          | —          |
| Total de votos válidos          | Total de votos válidos | Total de votos válidos          | Total de votos válidos                      |            | —          |

#### 6. Distrito(Tijuana)
| Cámara de Diputados            | Cámara de Diputados    | Cámara de Diputados            | Cámara de Diputados                         | Resultados | Resultados |
| Candidato                      | Candidato              | Candidato                      | Partido                                     | Votos      | Porcentaje |
| ------------------------------ | ---------------------- | ------------------------------ | ------------------------------------------- | ---------- | ---------- |
| Rafaela Ramírez Cantú          |                        | Rafaela Ramírez Cantú          | Partido Acción Nacional                     | —          | —          |
| Leopoldo Duran Rentería        |                        | Leopoldo Duran Rentería        | Partido Revolucionario Institucional        | —          | —          |
| Ramón Betancourt Audelo        |                        | Ramón Betancourt Audelo        | Partido Popular Socialista                  | —          | —          |
| Sergio Ricardo Villa Corona    |                        | Sergio Ricardo Villa Corona    | Partido Auténtico de la Revolución Mexicana | —          | —          |
| Ramona González de Martínez    |                        | Ramona González de Martínez    | Partido Demócrata Mexicano                  | —          | —          |
| José Luis Pérez Canchola       |                        | José Luis Pérez Canchola       | Partido Socialista de los Trabajadores      | —          | —          |
| Celso Girón Gutiérrez          |                        | Celso Girón Gutiérrez          | Partido Socialista Unificado de México      | —          | —          |
| Jorge Luis Ontiveros Rodríguez |                        | Jorge Luis Ontiveros Rodríguez | Partido Revolucionario de los Trabajadores  | —          | —          |
| Felícitas Floriano de Pérez    |                        | Felícitas Floriano de Pérez    | Partido Social Demócrata                    | —          | —          |
| Total de votos válidos         | Total de votos válidos | Total de votos válidos         | Total de votos válidos                      |            | —          |

## Resultados

### Diputados federales
| Candidato                  | Partido | Distrito | Tipo de elección |
| -------------------------- | ------- | -------- | ---------------- |
| José Ignacio Monge Rangel  |         | 1        | Mayoría relativa |
| Martiniano Valdez Escobedo |         | 2        | Mayoría relativa |
| José Luis Castro Verduzco  |         | 3        | Mayoría relativa |
| Gilberto Gutiérrez Bañaga  |         | 4        | Mayoría relativa |
| Leonor Rosales de Fonseca  |         | 5        | Mayoría relativa |
| Leopoldo Duran Rentería    |         | 6        | Mayoría relativa |

### Senadores
| Candidato                                 | Partido | Fórmula |
| ----------------------------------------- | ------- | ------- |
| María del Carmen Márquez de Romero Aceves |         | 1       |
| Alfonso Garzón Santibáñez                 |         | 2       |